# Dendrobium pachyglossum
Dendrobium pachyglossum är en orkidéart som beskrevs av Charles Samuel Pollock Parish och Heinrich Gustav Reichenbach.
Dendrobium pachyglossum ingår i släktet Dendrobium och familjen orkidéer. Inga underarter finns listade i Catalogue of Life.